# Корзун, Леонид Петрович
Леонид Петрович Корзун (род. 1 ноября 1948, Галле, Германия) — советский и российский зоолог позвоночных и орнитолог, доктор биологических наук, профессор, заведующий кафедрой зоологии позвоночных МГУ им. М. В. Ломоносова.

## Биография
Родился 1 ноября 1948 года.
В 1971 году окончил биолого-почвенный факультет МГУ. С 1975 г. работает на кафедре зоологии позвоночных МГУ.
Защитил кандидатскую диссертацию на тему «Морфобиологические особенности челюстного и подъязычного аппаратов поганок и гагар».
В 1977—1980 гг. преподавал в Мадагаскарском университете, в 1982—1983 гг. стажировался в Музее естественной истории (Париж). C 1985—1987 года заместитель декана Биологического факультета МГУ по интернациональной работе. В 1988—1991 гг. в соответствии с Межправительственным соглашением был командирован во Вьетнам в качестве первого генерального директора советско-вьетнамского тропического центра.
В 1998 году защитил докторскую диссертацию на тему «Эволюция трофических адаптаций лесных древесных птиц».
Читает курсы «Современные проблемы зоологии позвоночных», «Зоология позвоночных», «Сравнительная анатомия позвоночных», «Морфологическая организация позвоночных животных и её эволюционные преобразования». Организовывал и участвовал в многочисленных экспедициях по всей территории Вьетнама.
C 2006 года зам. декана Биологического факультета МГУ.